# Березина, Татьяна Борисовна
Татьяна Борисовна Березина (род. 24 января 1960) — советская и российская актриса театра. Народная артистка РФ (2008).

## Биография
Татьяна Борисовна Березина родилась 24 января 1960 года.
В 1982 году окончила Иркутское театральное училище (педагоги - Райкин Б.С., Дубенский Б.Ф.) и была принята в труппу Иркутского ТЮЗа, позднее перешла на работу в Читинский областной драматический театр, в котором служила с 1983 года по 2011 года, после чего переехала в Москву.

## Награды и звания
- Заслуженный артист Российской Федерации (1993).
- Народный артист Российской Федерации (2008)[2].

## Роли в театре
- Бухара («Вся надежда» — Рощин М. М.)
- Василиса Премудрая («Царевна-лягушка» — Соколова Г.)
- Ганна («Вечер» — Дударев А.)
- Джульетта («Ромео и Джульетта» — Шекспир У.)
- Катерина Измайлова («Леди Макбет Мценского уезда» — Лесков Н. С.)
- Кесария («Ангелы дома» — Росеба Л.)
- Макеевна («Кадриль» — Гуркин В.)
- Маргарита («Дама с камелиями» — Дюма А.)
- Маша («Наш Декамерон» — Радзинский Э. С.)
- Маша («Три сестры» — Чехов А. П.)
- Маша («Завтрак с неизвестными» — Дозорцев В.)
- Попугай («Робинзон Крузо» — Савельев Б.)
- Принц («Замарашка» — Гловацкий Я.)
- Простакова («Недоросль» — Фонвизин Д. И.)
- Секунда («Кремлёвская ёлка в Чите» — Семин А.)
- Служанка («Не верь глазам своим» — Брикер Ж.-Ж., Ласег М.)